# Faisal I av Irak

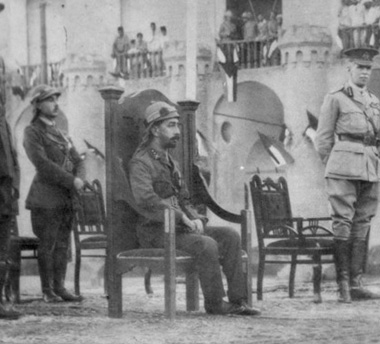
Faisal I vid sin kröning 1922.

Faisal I av Irak (arabiska: فيصل بن حسين), född 20 maj 1885 i Mekka i nuvarande Saudiarabien, död 8 september 1933 i Bern, Schweiz, var Iraks förste kung 1921-1933.

## Biografi
Faisal tillhörde den hashimitiska ätten och var tredje son till kungen av Hijaz, Hussein ibn Ali i Mekka. Han vistades 1893–1909 med sin far i Konstantinopel, där han fick en god uppfostran och drogs in i den ungturkiska rörelsen. Sedan han med fadern återvänt till Hijaz 1913, valdes han till representant för staden Jidda för det osmanska parlamentet, och slöt sig där till den arabiska nationaliströrelsen. Vid utbrottet av första världskriget placerades han hos den turkiske guvernören i Syrien men begav sig i början av 1916 till Mekka, där han blev en av de främsta ledarna för det av britterna (däribland T.E. Lawrence) understödda arabupproret och anförde den arabiska armé, som genom sin framryckning öster om Jordan underlättade Edmund Allenbys framträngande genom Palestina till Damaskus 1918. Han ledde den arabiska delegationen under fredskonferensen i Versailles 1919, där han fick stöd och vägledning av den inflytelserika Gertrude Bell, men samtidigt fick se sina planer på ett stort nordarabiskt välde grusas.
Den 3 januari undertecknade han och Chaim Weizmann den så kallade Faisal-Weizmann-överenskommelsen, ett fördrag mellan araber och hebréer, där Faisal accepterade Balfourdeklarationen, i vilken den brittiska regeringen utlovade stöd för att upprätta ett judiskt hemland i Palestina.
Den 8 mars 1920 utropades Faisal till kung av Syrien av en nationalförsamling i Damaskus, men han utvisades från Syrien av fransmännen och tog sin tillflykt till Storbritannien. Britterna beslöt sig för att skapa en monarki i Irak, och Faisal gick med på detta, och utropades till kung i augusti 1921 efter en folkomröstning där han erhållit 96 % av rösterna.
Han dog av en hjärtattack under ett besök i Schweiz 1933 och efterträddes av sonen Ghazi av Irak.